# Acedesta
Acedesta é um gênero de traça pertencente à família Agonoxenidae.